# استیو فرائوتشی
 استیو فرائوتشی (انگلیسی: Steven Frautschi؛ زاده ۶ دسامبر ۱۹۳۳) یک فیزیک‌دان اهل ایالات متحده آمریکا است.